# Любчанський замок
Любчанський замок (біл. Любчанскі замак) — замок у Любчі Гродненської області, Білорусь, на березі річки Німан, за 150 км від Мінська. Пам'ятник палацово-замкової архітектури кінця XVI — першої половини XVII ст.

## Історія
Він був побудований у 1581 році, про що свідчить флюгер, знайдений у замку з рельєфною датою та гербом. Ініціатором будівництва став магнат Ян Кишка. У 1588 р. Було складено перший опис Любчанського замку. До 1592 р. належав кишку Яну Станіслававичу Кишці, потім його брату Станіславу, а потім як придане його дочки Анни перейшов до родини Радзивіллів.
На початку XVII ст. замок був суттєво відбудований новим власником, князем Криштофом Радзивіллом.

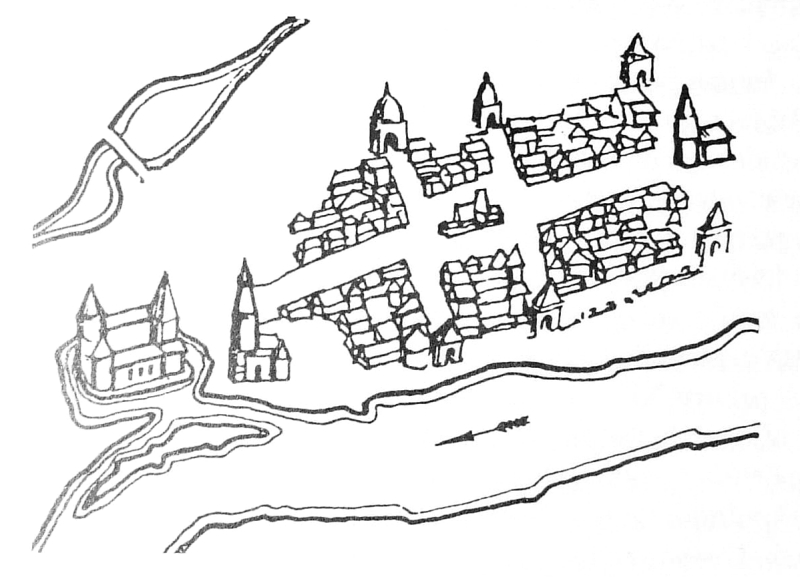
Місто та замок у Любчі, 17 століття

Так, згідно з інвентарем 1601 року на подвір'ї замку стояв великий будинок на високому кам'яному підвалі, комора, невеликого розміру склеп, хата столова з коморою та світлицями, де були викладені кахлем пічки, туалет, льох.
В середині XVII століття господарем Любчанський замку став талановитий полководець, Великий гетьман литовський Януш Радзивілл, в 1648—1651 роках відзначився у війні з козаками Богдана Хмельницького. Війська українського гетьмана Івана Золотаренка в 1655 році захопили і спалили Любчанський замок, зруйнувавши дві вежі, після чого він назавжди втратив своє значення і як військове укріплення, і як одна з резиденцій Радзивіллів.

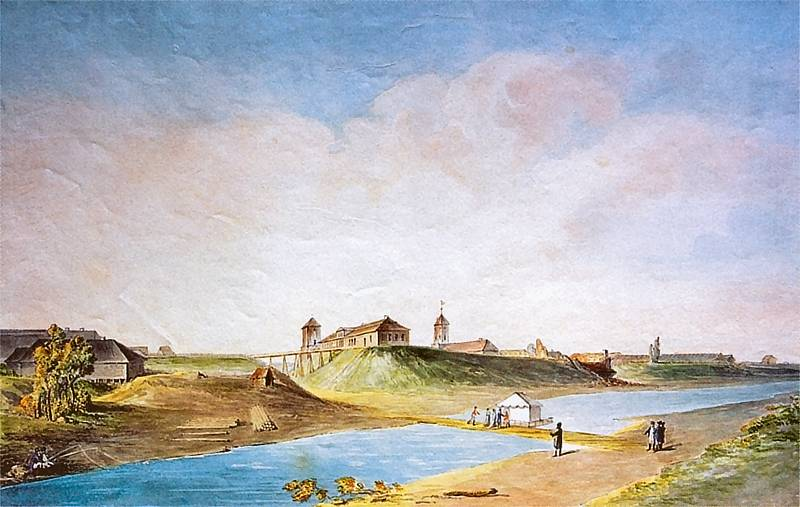
Любча. Ю. Пішки, на початку XIX ст.

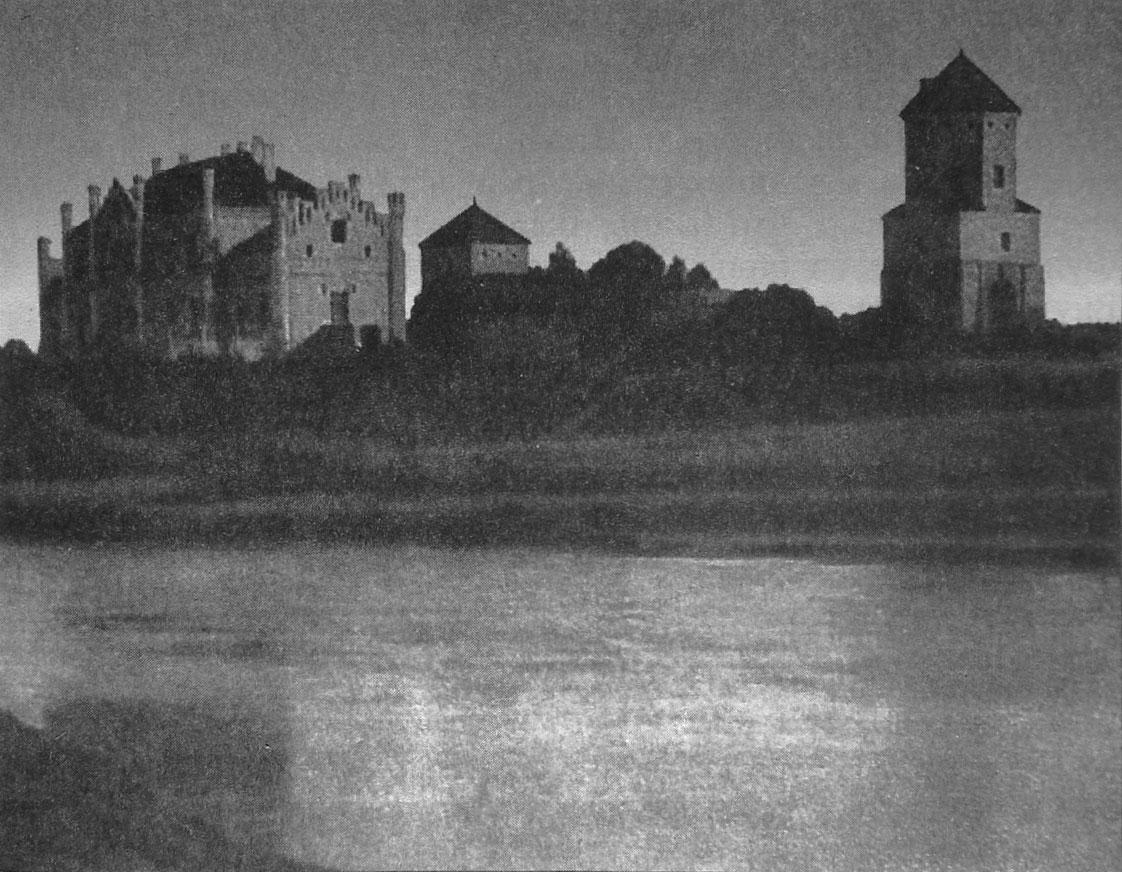
Замок Любчі з боку Німану, поч. XX століття

У 1864 — 1870 роках на території замку був побудований палац, який був частково зруйнований під час Першої світової війни. У 1947 — 1949 роках була побудована середня школа з використанням фундаментів та фрагментів стін палацу. До середини ХХ ст. у замку залишилися лише дві вежі.
У 1983, 1984 та 1986 роках. на території замку провів археологічні дослідження Ігор Чернявський.
У 2003 році Створено Благодійний фонд «Любчанський замок», який очолює Іван Антонович Печинський. Зусиллями викладачів та студентів Білоруського національного технічного університету була розроблена проектна документація на реставраційні роботи в Любчанському замку.
У 2011 році Ірина Ганецька розкопала східний схил замку, було знайдено цегляну стіну, яка проходила від воріт до східної вежі, у бік міста, а також залишки старого ґанку, який знаходився між крилом замку та вежею над брамою. У 2012 році Андрій Метельський досліджував прясло між вхідною вежею та північно заходною. У липні 2014 року були проведені роботи з ідентифікації північно-західної вежі, що стояла на крутому березі Німану. Крім фундаменту вежі був знайдений кухонний посуд і пічна черепиця XVII — XIX століть, керамічна покрівля — черепиця, зрідка траплявся скляний посуд XVIII — XIX століть. Також планується відкрити залишки четвертої — північно-східної вежі замку та залишки будівель.

## Архітектура

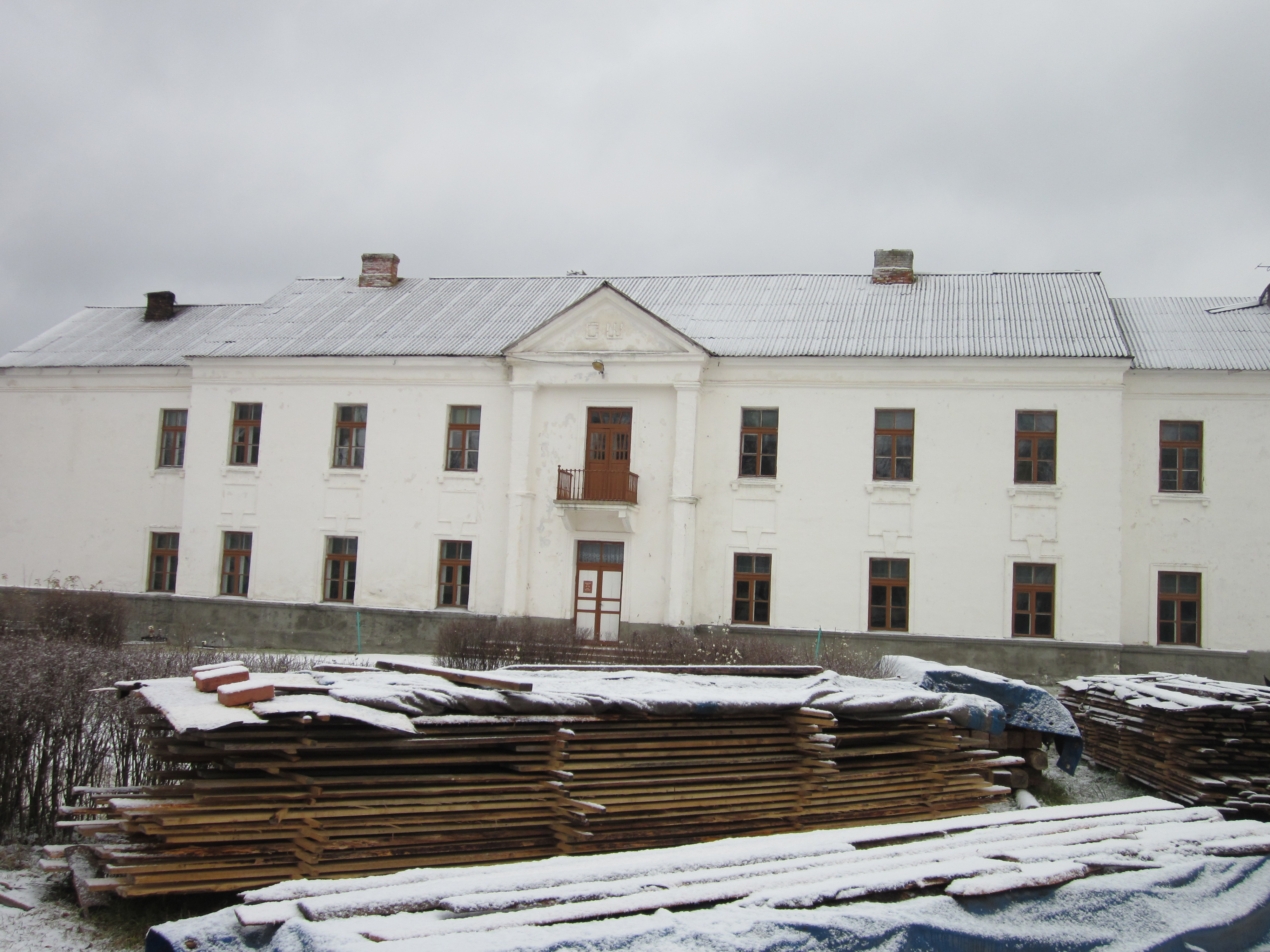
Одна із замкових будівель

Любчанський замковий комплекс розташований на лівому березі Німану на кургані площею близько 0,7 га, який височить на 6-7 метрів над заплавою. У плані — прямокутник розміром 64×87 м, має чотири кутові вежі, палац (не зберігся) та укріплені стіни товщиною 1,3 м, що утворювали закрите подвір'я. З трьох боків територія оточена ровом шириною близько 30 м і глибиною до 7-10 м, а з четвертого — річкою. Така замкнута просторова композиція була характерною для більшості палацово-замкових ансамблів 16-17 століть. З чотирьох веж замку збереглися дві. Вежі побудовані з цегли та валунів. За своїм стилем замок знаходиться на межі готики та ренесансу.

### Вежі

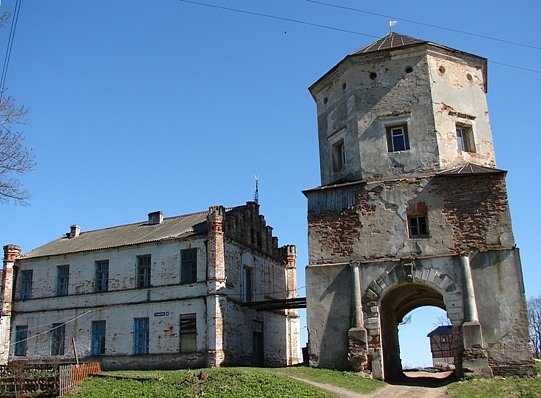
Надбрамна вежа та прибудова до реставрації

Головна південно-західна вежа, так звана Брамна, кубічна в плані (приблизно 10х10 м), приблизно з половини висоти переходить у восьмикутник, завершена ренесансним куполом з ліхтарем. На стіні, що виходила на подвір'я, розміщувався годинник. Вікна 2-3 ярусу пристосовані для гарматного бою, круглі бійниці вгорі — для рушниць. Останні поверхи використовувались як житлові та підсобні приміщення. Перекриття першого ярусу — склепінчасті, другого та третього — триммер. У вежі знаходиться брама і тут був підйомний дерев'яний міст. Раніше лише через нього можна було потрапити на подвір'я замку. Вежу прикрашав флюгер з гербом Радзивіллів. За своєю об'ємною композицією ця вежа вона дуже схожа на вежі Мирського, Новогрудського та Вітебського замків.

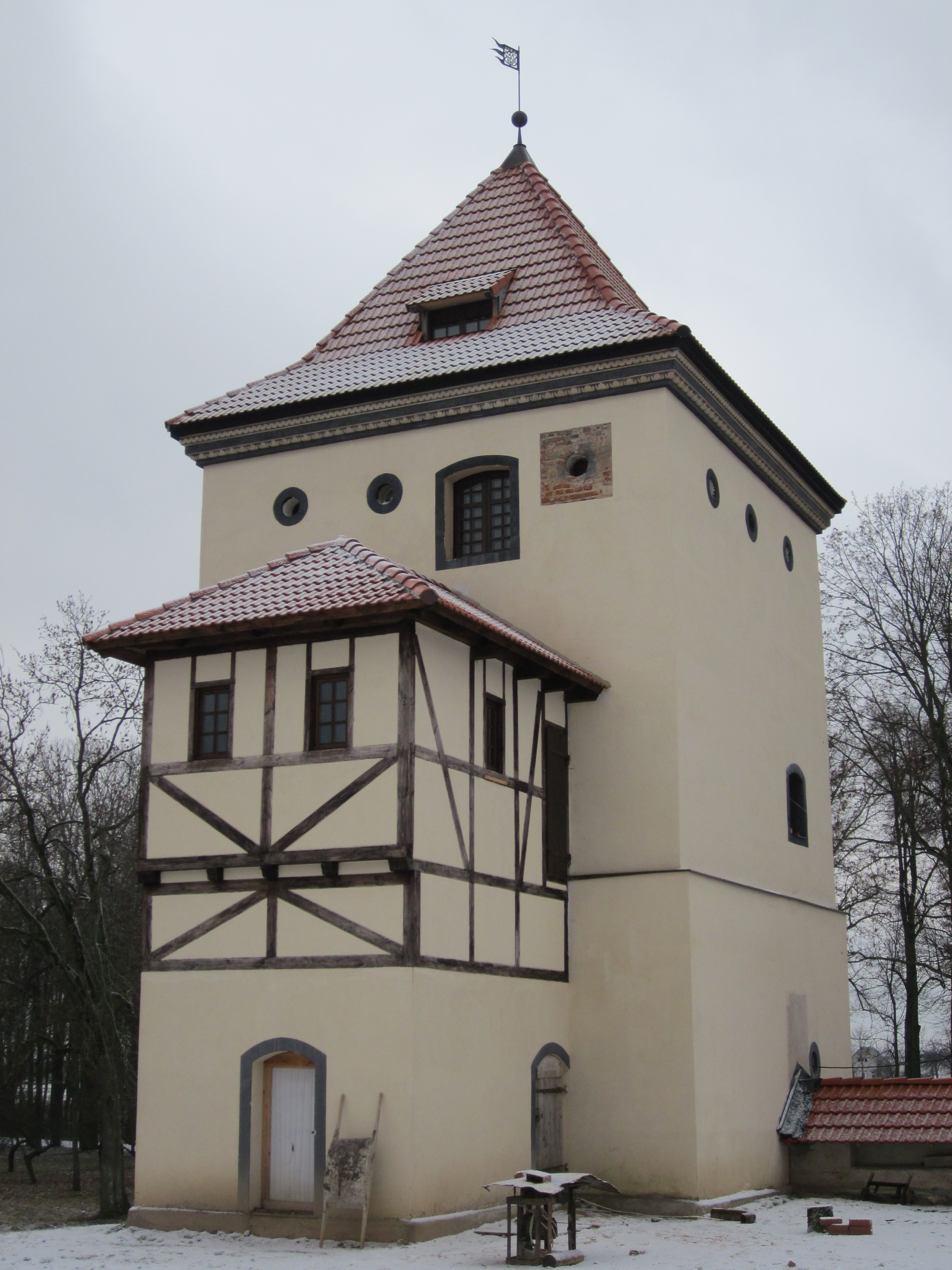
Відновлена вежа

Квадратна в плані (8,3х8,3 м) південно-східна вежа була побудована в XVII столітті, має три яруси і покрита шатровим дахом. На першому поверсі було чотири бійниці для гармат, на другому — чотири гармати, на третьому — 12 бійниць для стрільби. Перший поверх вежі в 1601 році займав льох з дерев'яними дверима на петлях та залізною решіткою. Поверх, який був вище, використовувався як підвал, і його закривали вкриті залізом двері. Вікна закриті залізними ґратами. Вежа, прикрашена лопатевим гербом Радзивілла. За радянських часів вежу покинули та зруйнували, залишивши лише фундаменти. У наш час відновлена.
Залишки північно-західної вежі, виявлені під час розкопок у 2014 році, лежали на глибині 3,85-5 м від рівня сучасної поверхні і були заглиблені в землю на глибину 3,5 м. Її розміри біля основи складали близько 11,6×12,6 м. Фундамент вежі складали величезні валуни у два ряди заввишки близько одного метра. Стіни вежі були близько метра шириною зовні та всередині з цегли-пальчатки. Простір між стінами було заповнене битою цеглою, вапном, валунами та дрібним камінням. Кладка ренесансна (тришарова). Окрім Любчі, така зафіксована, наприклад, під час розкопок укріплень Вітебського замку. Вежа поступово звужувалась і приймала форму зрізаного конуса. На висоті 3,5 м від основи її розміри складали вже 9,4×9,4 м. Ширина західної, східної та північної стін вежі становила 2,2 м, а південної — 1,2 м. Внутрішній простір вежі займав площу близько 30 квадратних метрів. Вежа орієнтована стінами по боках світу. З південної сторони вона поєднана із стіною, що виходить до вхідної вежі.

### Палац

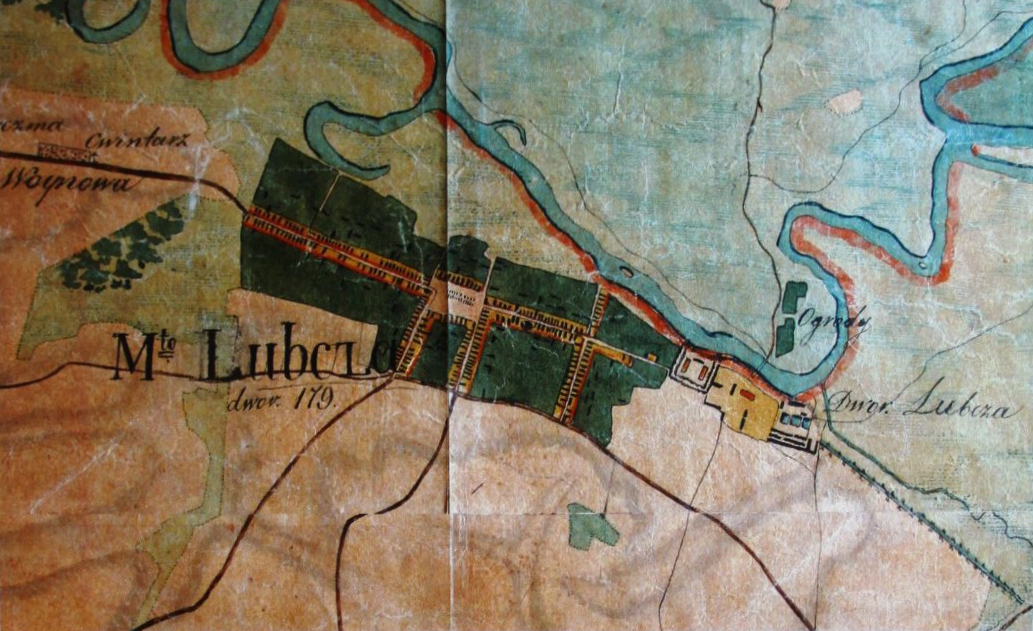
Неоготичний палац, фото ХІХ століття.

У XIX ст. на території замку знаходився мурований палац з неоготичними рисами. Палац мав симетричну тридільну композицію, створену прямокутними в плані бічними одноповерховими крилами, покритими двосхилими дахами (основний двоповерховий об'єм був із вальмовим дахом). Фасади основного об'єму вирізнялись ризалітами: північно-східний, який закінчувався трикутним фронтоном, південно-західний та центральний закінчувалися парапетом. Вежі, прикрашені мерлонами, розташовувались по кутах. Стіни торців бічних крил завершували східчасті фронтони з прямокутними отворами. Прямокутні вікна палацу були прикрашені сандриками. В основному об'ємі розміщувались зали та вітальні, планування — коридорне, в бічних крилах — підсобні приміщення. Інтер'єри залів та кімнат мали багату ліпнину, кахельні печі. Три сходи, які ведуть з першого на другий поверх, були прикрашені балясинами.

### Інші конструкції

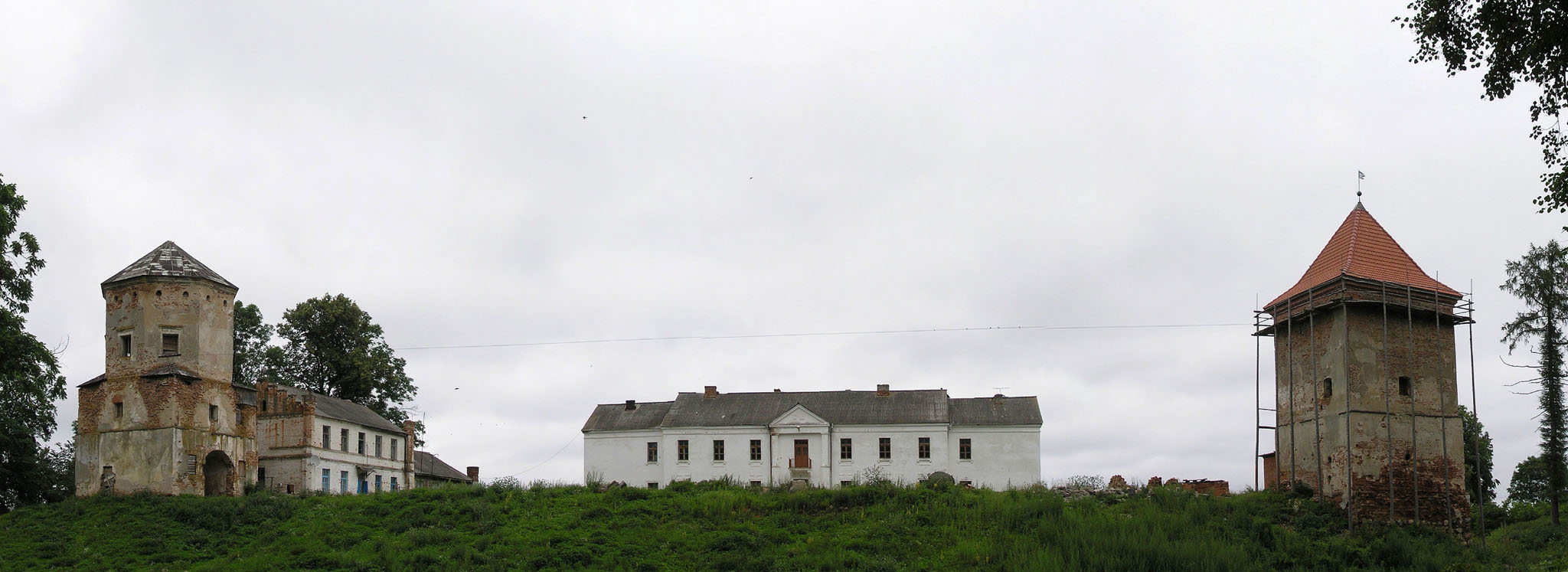

Господарські споруди розташовувались по периметру подвір'я замку. У східній частині фортечної стіни є брама, яка виходила на другий міст. На ділянці від південно-східної вежі і до входу в браму знаходився «будинок на підвалі», три «багатоповерхівки» і «палац», де мешкали чиновники, а поруч — замкова пивоварня. За земляними укріпленнями є два двоповерхові корпуси, споруджені на місці старовинних споруд наприкінці 18 — 1-ї пол 19 століття